# MAREA

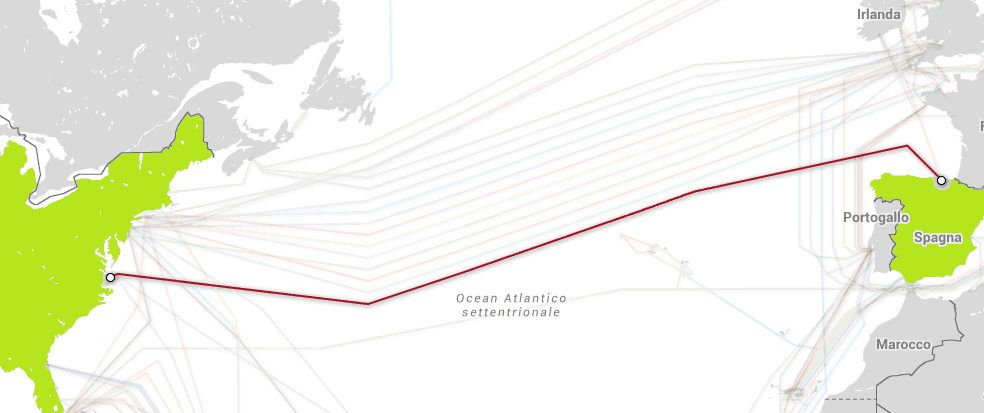
маршрут кабеля MAREA

MAREA — трансатлантический кабель связи между Вирджиния-Бич, США, и Бильбао, Испания. Принадлежит компаниям Microsoft и Facebook, и управляется «Telxius» — дочерней фирмой испанской телекоммуникационной компании «Telefónica».

## История
Идея прокладки кабеля MAREA возникла после того, как ударивший в октябре 2012 года по восточному побережью США шторм Сэнди за несколько часов практически разрушил сеть подводных кабелей между США и Европой. Поскольку почти все трансатлантические кабели выходят на побережье США в районе Нью-Йорка и Нью-Джерси, было принято решение проложить кабель на удалении от этих участков. Проект получил название «MAREA» — в переводе с испанского «волна».
Укладка кабеля началась в августе 2016 года и закончилась в сентябре 2017 года. Эксплуатация начата в феврале 2018 года.

## Технические характеристики
Кабель весом 4650 т и длиной 6600 км имеет расчетную пропускную способность 160 Тбит/с — по 20 Тбит/с на каждую из 8 пар составляющих его оптоволоконных кабелей, окруженных медью, жестким пластиковым защитным слоем и водонепроницаемым покрытием.
В 2019 году исследовательская группа сообщила, что они генерировали скорость передачи данных 26,2 Тбит/с на одну оптоволоконную пару, что на 20 % выше, чем считалось возможным при проектировании.